# Nomada leucozona
Nomada leucozona là một loài Hymenoptera trong họ Apidae. Loài này được Rodeck mô tả khoa học năm 1931.